# Tsebrykove
Tsebrykove (Oekraïens: Цебрикове; Russisch: Це́бриково, Duits: Hoffnungstal) is een nederzetting met stedelijk karakter in de rajon Rozdilna in de Oblast Odessa in Oekraïne. De plaats ligt op 80 km ten oosten van Tiraspol en 140 km ten noordwesten van Odessa. In 2021 bedroeg de bevolking 2758. 

## Geschiedenis
De plaats werd in 1819 gesticht als Hoffnungstal. In 1819 kwamen kolonisten uit Zwaben op uitnodiging van de Russen naar de streek om daar aan landbouw te doen. In 1847 werd de eerste kerk gebouwd. In 1848 woonden er zo'n 850 mensen. De bewoners werden gerekend tot de Zwarte Zee-Duitsers. In 1940 vertrokken de meeste bewoners, door het Heim ins Reich principe van Adolf Hitler moesten Duitssprekenden ook in een land wonen waar Duits de officiële taal was. De naam Hoffnungstal werd gewijzigd in Tsebrykove.
Vele inwoners verhuisden na de oorlog naar de Verenigde Staten en vestigden zich in de buurt van Burlington (Colorado). 